# 山中あきら
山中 あきら（やまなか あきら）は日本の男性漫画家。大阪府出身。京都精華大学卒業。代表作は『おきらく忍伝ハンゾー』。

## 人物・略歴
アニメや漫画、時事をネタに地口や風刺などの4コマ漫画をほぼ毎日書き下ろし、自身のサイトで公開している。

## 作品リスト

### 連載作品
- 聖球史伝ベースボーラー(原作：遠藤剛彦、1993年、アスキー-月刊アスキーコミック)
- モンタナ・ジョーンズ（1994年、講談社-デラックスボンボン）
- おきらく忍伝ハンゾー（1996年～1998年、講談社-コミックボンボン）
- 時空探偵ゲンシクン、進め!ジクモン探偵団（原作：園田英樹、講談社-コミックボンボン）
- ニセモン（講談社-コミックボンボン）
- じゃがいもん（『ニセモン』から改題、講談社-コミックボンボン）
- ワンダーベビルくん（原作：石ノ森章太郎、講談社-コミックボンボン）
- スパイダーマンJ（2004年～2005年、講談社-コミックボンボン）
- GOケツ・ワリオ（2008年～2011年、アスキー・メディアワークス-デンゲキニンテンドーDS）

### 読み切り・その他作品
- スターキッド・シュン
- 電撃!イライラ坊（講談社-コミックボンボン）
- とーめいメイト
- おきらく忍伝ハンゾーＲ
- かいじゅ！かいじゅっ！かいじゅ～♪（電子書籍、2012年～、パブー）
- あやめちゃん武芸帳（電子書籍、2012年～、パブー）